# Ampelisca dentitelson
Ampelisca dentitelson är en kräftdjursart. Ampelisca dentitelson ingår i släktet Ampelisca och familjen Ampeliscidae. Inga underarter finns listade i Catalogue of Life.